# Roope Latvala
Roope Latvala (Helsinki, Finlandia, 25 de junio de 1970) es un músico finlandés, conocido mundialmente por haber formado parte de la banda finlandesa de Death metal melódico Children Of Bodom como guitarrista rítmico, y ser guitarra líder de la banda Sinergy. Latvala además fue uno de los miembros fundadores de la banda Stone, la cual fue una de las primeras bandas notables en la historia del Heavy metal finlandés.

## Biografía
Roope nació en la finlandesa ciudad de Helsinki. A los 15 años, fundó la banda Stone junto con Janne Joutsenniemi. El estilo del grupo inicialmente estaba centrado en un heavy metal tradicional, pero pronto derivaron hacia un sonido más rápido y agresivo, que fue la clave para darse a conocer públicamente. En 1991, el grupo se disolvió, tras haber publicado cuatro álbumes grabados en estudio, un álbum directo y una compilación. Él ha sido, y es la principal influencia de muchos guitarristas finlandeses, especialmente Alexi Laiho de Children of Bodom).
Después de la disolución de Stone, publicó un trabajo instrumental junto con su hermano, titulado Latvala bros. También tocó durante más o menos un año con Dementia. En 1995 se unió a Waltari, después de que el guitarrista Sami Yli-Sirniö dejara el grupo. Permaneció en ella durante 6 años, momento en que decidió abandonarla.
Se unió a Sinergy después que la cantante Kimberly Goss se mudara de Suecia a Finlandia y tuviesen que volver a reunir a la banda; asumió el rol que antes pertenecía a Jesper Strömblad (de In Flames).
Durante la mayoría de su carrera, Roope tuvo bastantes proyectos alternativos y tocó como invitado en algunos grupos, siendo los más conocidos: Warmen, Nomicon], Pornonorsu, Jailbreakers, Gloomy Grim y Soulgrind. También ha compuesto bandas sonoras para el cine.
Cuando Alexander Kuoppala dejó Children of Bodom en 2003 en medio de una gira mundial, los miembros de la banda se vieron forzados a buscar a un nuevo guitarrista en el plazo de un mes, antes del siguiente concierto. El nuevo guitarrista tendría que ser capaz de memorizar sobre veinte canciones para tocar en directo. Alexi Laiho intentó fichar a Kai Nergaard (de Griffin), pero no le fue posible. Quedando ya poco tiempo, contactó con Roope, el único guitarrista que él he consideraba capaz de superar el reto de aprender las canciones, y tocarlas con la misma habilidad que Alexander, que había tocado en el grupo durante 10 años.
Roope superó el reto tocó en el concierto del 16 de agosto en Moscú. Aunque inicialmente únicamente iba a tocar en los restantes conciertos de la gira, permaneció en la banda para grabar el EP Trashed, Lost & Strungout. También colaboró en la grabación del LP "Are You Dead Yet?". Todo indica que ahora es considerado un miembro permanente de Children of Bodom. Roope tocó dos solos de guitarra en el último disco de Children of Bodom, "Are You Dead Yet?", a pesar de que se sabe que Alexi había tocado todos los solos en los discos precedentes de Children Of Bodom.
Cuando se unió a Children of Bodom, Roope firmó un contrato con ESP, que ya patrocinaba a Alexi y a Henkka Seppälä. Antes había usado guitarras Jackson casi exclusivamente (se podía ver a Roope vestir la camiseta de Jackson que dice Get The Best, Fuck The Rest), y no es usual verlo usar sus viejas Jacksons en los directos.
Hoy en día está influenciado por el Death Metal Melódico. Existen rumores que dicen que le gustaría tener el puesto de Jesper Strömblad de In Flames, pero él lo niega, diciendo que nunca ha oído algo al respecto, y añade "He dicho que me gustan Dark Tranquillity e In Flames. Pero alguien me malinterpretó y escribió tonterías en una revista de metal. Así que estoy junto a mi buen amigo Alexi Laiho y todo el equipo."
A fines de mayo de 2015, Latvala dejó de ser miembro de Children Of Bodom mientras la banda ya había grabado el nuevo disco I Worship Chaos sin él (Alexi Laiho se encargó de grabar las guitarras, incluyendo todas sus partes de guitarra rítmica). Meses más tarde sería reemplazado por el músico finlandés Daniel Freyberg de Naildown y Norther. Según lo que cuenta Latvala, fue expulsado de Children Of Bodom días antes de empezar a grabar el disco sin una razón aparente. Luego afirmó que sentía que sus excompañeros de banda "lo dejaron de lado".

## Técnica
Una curiosidad sobre Roope Latvala es que usa púas de metal que el mismo afila en casa, que dice que le dan un sonido muy característico, pero eso si, hay que tener cuidado con el acabado de la guitarra. Aunque Roope fue siempre un fiel defensor de Jackson en su juventud, en la actualidad (desde que Fender compró Jackson) y dado que toca en Children Of Bodom, se ha convertido en endorser de ESP y ha recibido un total de 4 guitarras custom shop (todas comparten las mismas características: 1 pastilla, original Floyd Rose, forma Star, mástil a través del cuerpo con acabado natural, diapasón de ébano, etc.) que usa siempre tanto en el escenario como en el estudio. Aun así, en raras y contadas ocasiones (por ejemplo los conciertos del mini tour de su banda Stone este verano) saca a relucir sus antiguas Jackson.

## Discografía

### Children of Bodom
Álbumes
- Are You Dead Yet? (2005)
- Chaos Ridden Years - Stockholm Knockout (DVD en vivo, 2006)
- Blooddrunk (2008)
- Skeletons in the closet (2009)
- Relentless Reckless Forever (2011)
- Halo of Blood (2013)